# Tahar Sfar
Pour les articles homonymes, voir Sfar.
Tahar Sfar (arabe : الطاهر صفر), né le 15 novembre 1903 à Mahdia et mort le 9 août 1942, est un homme politique tunisien.

## Biographie

### Formation

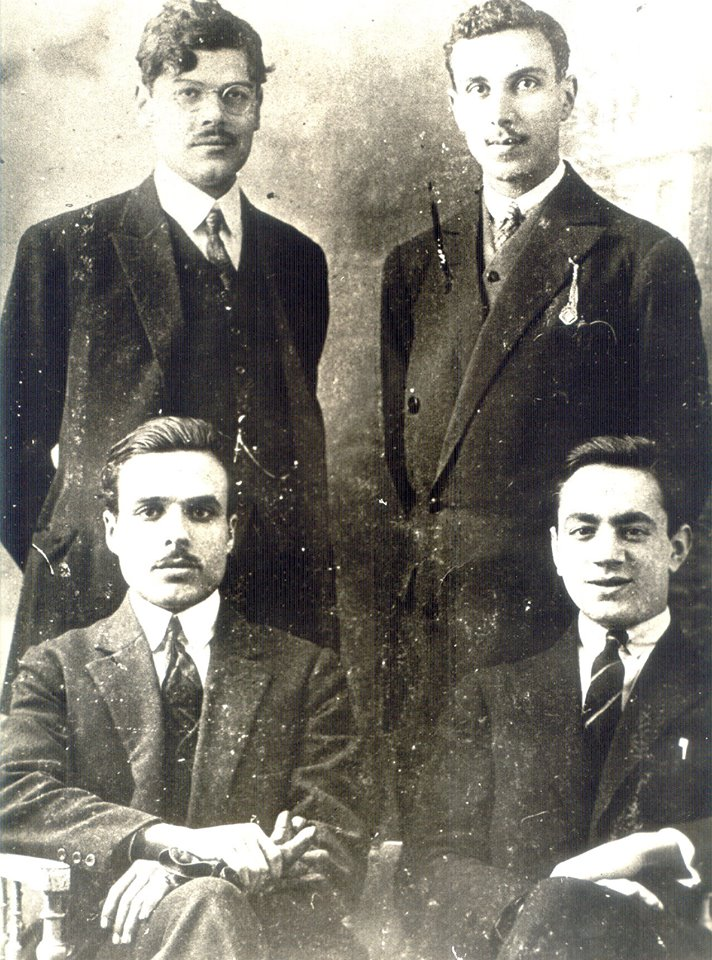
Tahar Sfar avec Bahri Guiga, Mohamed Aloulou et Habib Bourguiba en 1926.

Fils de Mustapha Sfar qui exerce les fonctions de notaire à Mahdia, Tahar Sfar fait de brillantes études secondaires au collège Sadiki puis au lycée Carnot de Tunis. Après son baccalauréat, il est appelé à diriger les études de l'école El Arfania de Tunis et à les réformer.
Il rejoint Paris en octobre 1925 pour y poursuivre des études de droit, de lettres et de science politique. Il se retrouve avec des camarades de Sadiki, tels Habib Bourguiba, Mahmoud El Materi, Bahri Guiga, Mustapha Baffoun ou Sadok Boussofara. Parmi ses camarades français à la faculté de droit figure le futur président du Conseil Edgar Faure. En effet, celui-ci relate dans le tome deux de ses mémoires que lors du premier entretien officiel qu'il a avec le leader du Néo-Destour Habib Bourguiba, en avril 1955 à Matignon, Faure commence par lui rappeler ses souvenirs d'étudiant à Paris et précise : « Je lui parlai de son compatriote Tahar Sfar qui collectionnait les prix dans les concours de fin d'année où je récoltais d'honorables accessits... »
Tahar Sfar participe par ailleurs, vers la fin de l'année 1927 avec un groupe de camarades d'études tunisiens, algériens et marocains, à la création de l'Association des étudiants musulmans d'Afrique du Nord dont il devient le premier vice-président.

### Militant nationaliste

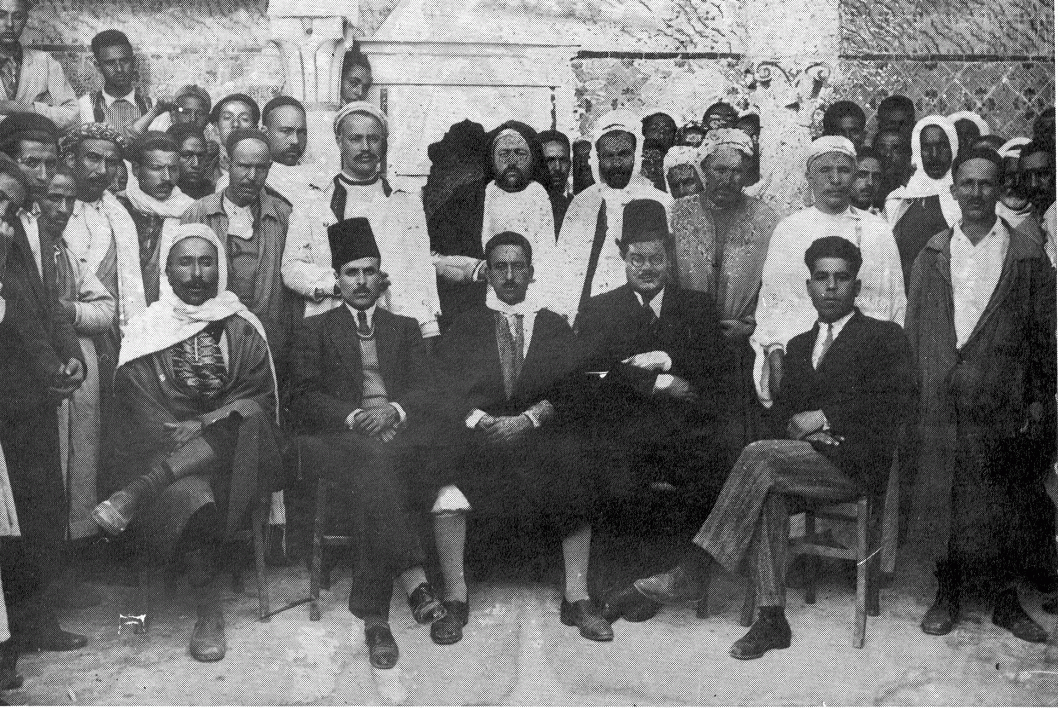
Tahar Sfar avec Habib Bourguiba et les membres de la cellule du Néo-Destour de Béja, le 25 avril 1934.

Il rentre à Tunis en 1928 pour exercer le métier d'avocat parallèlement à de nombreuses activités : cours d'économie politique à la Khaldounia et articles dans des journaux en arabe et en français, tels La Voix du Tunisien et L'Action tunisienne. Il milite pour l'indépendance de la Tunisie, au sein du Destour puis participe à la création du Néo-Destour à Ksar Hellal, une ville du Sahel tunisien, avec ses camarades d'études dont Bourguiba, El Materi et Guiga.
Le nouveau parti se veut moderniste dans sa démarche, ses méthodes et son organisation et, en même temps, éducateur et mobilisateur des masses populaires pour une meilleure prise de conscience de la nécessité de libérer le pays du colonialisme. Sfar est un grand ami de Bourguiba avec qui il aime discuter et philosopher, la philosophie étant sa passion. Il a une grande admiration pour le mahatma Gandhi et, comme lui, préconise la lutte non-violente. Les militants du Néo-Destour le désignent souvent comme le philosophe du parti.

### Passages en prison
En janvier 1935, Sfar est éloigné et assigné à résidence à Zarzis, dans le Sud tunisien, en même temps que Guiga et Salah Ben Youssef. Ces responsables du Néo-Destour rejoignent ainsi leurs camarades éloignés depuis septembre 1934. Tahar Sfar profite de son isolement pour se plonger dans des études diverses (juridiques et littéraires) et pour rédiger une sorte de journal qui est publié en 1960, après sa mort, sous le titre de Journal d'un exilé avec une préface du père André Demeerseman, directeur de la revue IBLA à Tunis. Demeerseman avait assisté à quelques cours donnés par Tahar Sfar sur l'économie politique à la Khaldounia au début des années 1930.

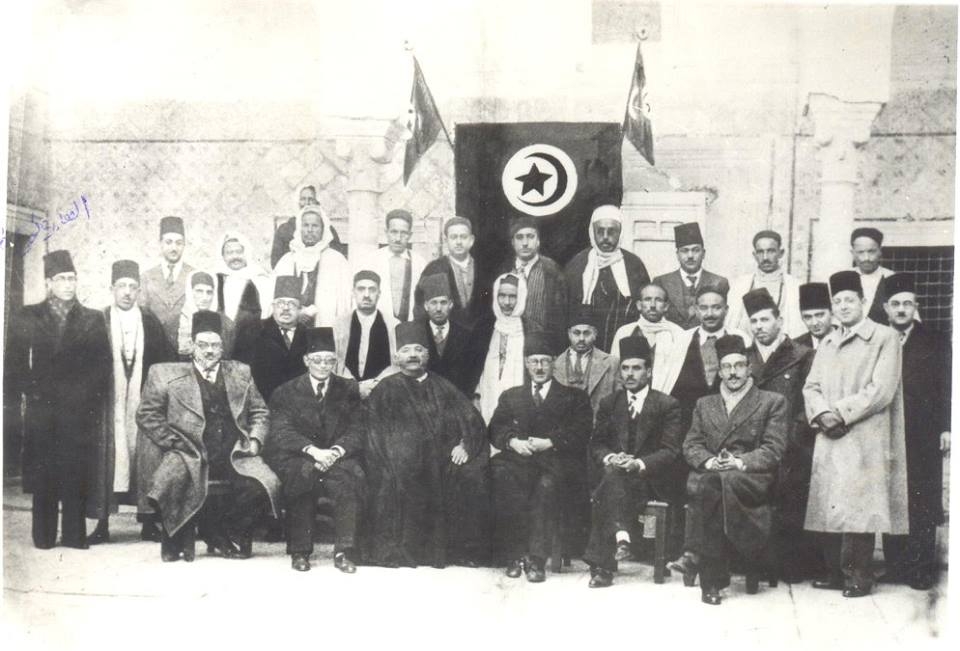
Tahar Sfar parmi les délégués du congrès de la rue du Tribunal, le 2 novembre 1937.

Après l'arrivée du nouveau résident général de France en Tunisie, Armand Guillon, il est libéré en avril 1936 en même temps que tous les membres du bureau politique du Néo-Destour. Le dialogue de Guillon avec les nationalistes tunisiens pour des réformes s'avère éphémère. Sfar se retrouve en prison après la grave crise d'avril 1938, bien qu'il fait partie de ce qu'on appelle à l'époque les modérés du parti. Il sort de prison vers la fin du mois d'avril 1939 avec une santé déficiente et meurt le 9 août 1942. Il a le temps, avant de mourir, de publier dans la revue féministe francophone Leïla du mois de décembre 1939 un article dénonçant avec vigueur le régime d'Adolf Hitler et explicitant le danger qu'il représente pour l'humanité. Cet article intitulé Les conceptions racistes d'Hitler, qui cite quelques passages significatifs de Mein Kampf, s'achève ainsi :
« Ces quelques citations suffisent pour montrer à quel degré atteint le mépris d'Hitler pour les races autres que la race allemande. Comment il emprunte indument à Nietzsche sa théorie du « surhomme » pour en faire celle du « peuple maître », de la race élue, prédestinée à gouverner l'univers et à courber l'humanité tout entière sous son joug oppresseur, comment il fait de la violence une doctrine destinée à régir les rapports entre les peuples ; c'est le régime de la guerre perpétuelle, de l'insécurité, de la guérilla, comme celle qui existait autrefois entre clans et tribus et que la constitution des peuples en États, la création de pouvoirs centraux forts a contribué à supprimer. Si de tels desseins se réalisaient, c'en est fait de la civilisation ; c'en est fait du progrès, mais l'on peut prédire à coup sûr, l'échec d'une telle tentative ; car l'humanité suit, en général, une ligne d'évolution qu'aucune force au monde ne saurait, ne pourrait détourner de son cours ; et toutes les institutions, comme la « famille germanique » qui s'opposent à cette évolution sont assurées d'une disparition rapide et certaine. »

## Pensée
Tout en militant pour la libération de son pays, Tahar Sfar, par la plume, milite également pour une réelle coopération entre l'Orient et l'Occident : « La paix dans l'avenir, le progrès de l'humanité tout entière dépendent de cette union, de cette étroite collaboration entre l'Orient et l'Occident, qui au lieu de se tourner le dos, de s'ignorer, doivent au contraire, se soutenir, se prêter mutuellement appui et coopérer en vue du relèvement du sort de l'humanité » écrit-il dans les années 1930.

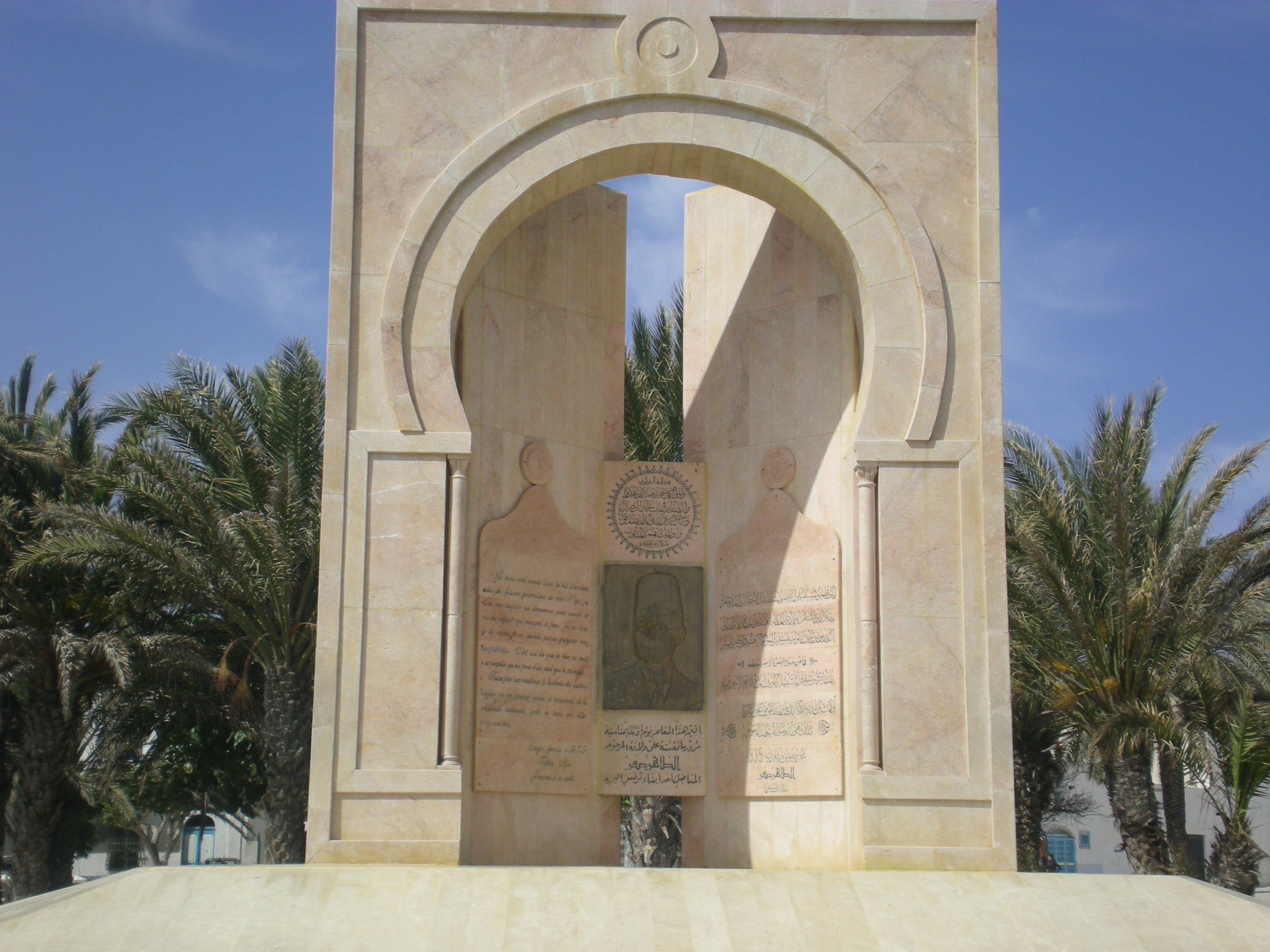
Mausolée de Tahar Sfar à Mahdia.

Il donne sa propre définition de la civilisation dans un article publié en janvier 1941 dans la revue Leïla, avec la conclusion suivante : 
« Par conséquent, on ne peut dire d'une civilisation, surtout d'une grande civilisation, à un moment donné de l'histoire humaine, qu'elle est bonne ou mauvaise en soi, qu'elle produit de bons et heureux résultats ou qu'elle entraîne à sa suite des effets néfastes pour l'humanité, qu'elle procure le bonheur ou le malheur des individus ; les notions de bien et de mal doivent être le plus souvent exclues : une civilisation, c'est un tout avec ses caractéristiques intrinsèques et spécifiques, avec ses bons et ses mauvais côtés, avec ce qu'elle comporte en fait d'avantages et d'inconvénients, avec, en somme, tous les éléments inséparables dont elle est composée [...] On ne peut nier l'existence d'un progrès continu au sein de l'humanité ; quand on observe les choses de haut et qu'on écarte l'examen des détails, il est aisé de reconnaître à travers l'Histoire, l'existence d'une ligne d'évolution dont on peut déterminer et suivre le sens et la direction, aussi bien dans le domaine matériel que dans le domaine moral. Mais ce progrès pour être réel n'en est pas moins d'une lenteur presque désespérante ! »

## Famille
Tahar Sfar se marie en 1929 avec une cousine, Salha Sfar, fille du notaire Mohamed Sfar. Le couple a trois enfants : deux filles, Zeineb et Najette, et un garçon, Rachid, qui occupe de hautes fonctions dans le gouvernement tunisien : il est invité par le président de la République Habib Bourguiba à diriger le gouvernement alors que la Tunisie se trouve plongée dans une grave crise financière en juillet 1986.